# Зомбкув
Зомбкув (пол. Ząbków) — село в Польщі, у гміні Соколів-Підляський Соколовського повіту Мазовецького воєводства. Населення — 367 осіб (2011).

## Історія
За даними етнографічної експедиції 1869—1870 років під керівництвом Павла Чубинського, у селі переважно проживали римо-католики, меншою мірою — греко-католики, які здебільшого розмовляли українською мовою.
У 1975—1998 роках село належало до Седлецького воєводства.

## Демографія
Демографічна структура станом на 31 березня 2011 року:
|          | Загалом | Допрацездатний вік | Працездатний вік | Постпрацездатний вік |
| -------- | ------- | ------------------ | ---------------- | -------------------- |
| Чоловіки | 184     | 33                 | 132              | 19                   |
| Жінки    | 183     | 26                 | 118              | 39                   |
| Разом    | 367     | 59                 | 250              | 58                   |